# Vulpes pilum mutat, non mores
 Vulpes pilum mutat, non mores  лат. (изговор: вулпес пилум мутат, нон морес). Лисица длаку мјења, али не ћуд.

## Поријекло изреке
По неким изворима ово је изрекао римски адвокат и књижевник Гај Светоније Транквил у смјени првог у други вијек нове ере.

## Значење
Можеш да се промјениш изгледом, али суштином не. Можеш да изгубиш косу, али нарав не. Можеш се представљати добрим, али зло ће се показати.
==Изрека у српском језику==
| „ | Вук длаку мјења, али ћуд никад | ” |

.

## Иван Гундулић
Велики српски пјесник, Дубровчанин, Иван Гундулић пјева:
| „ | Што је грдо по нарави залуду се реси и маже... | ” |